# Eisbrecher

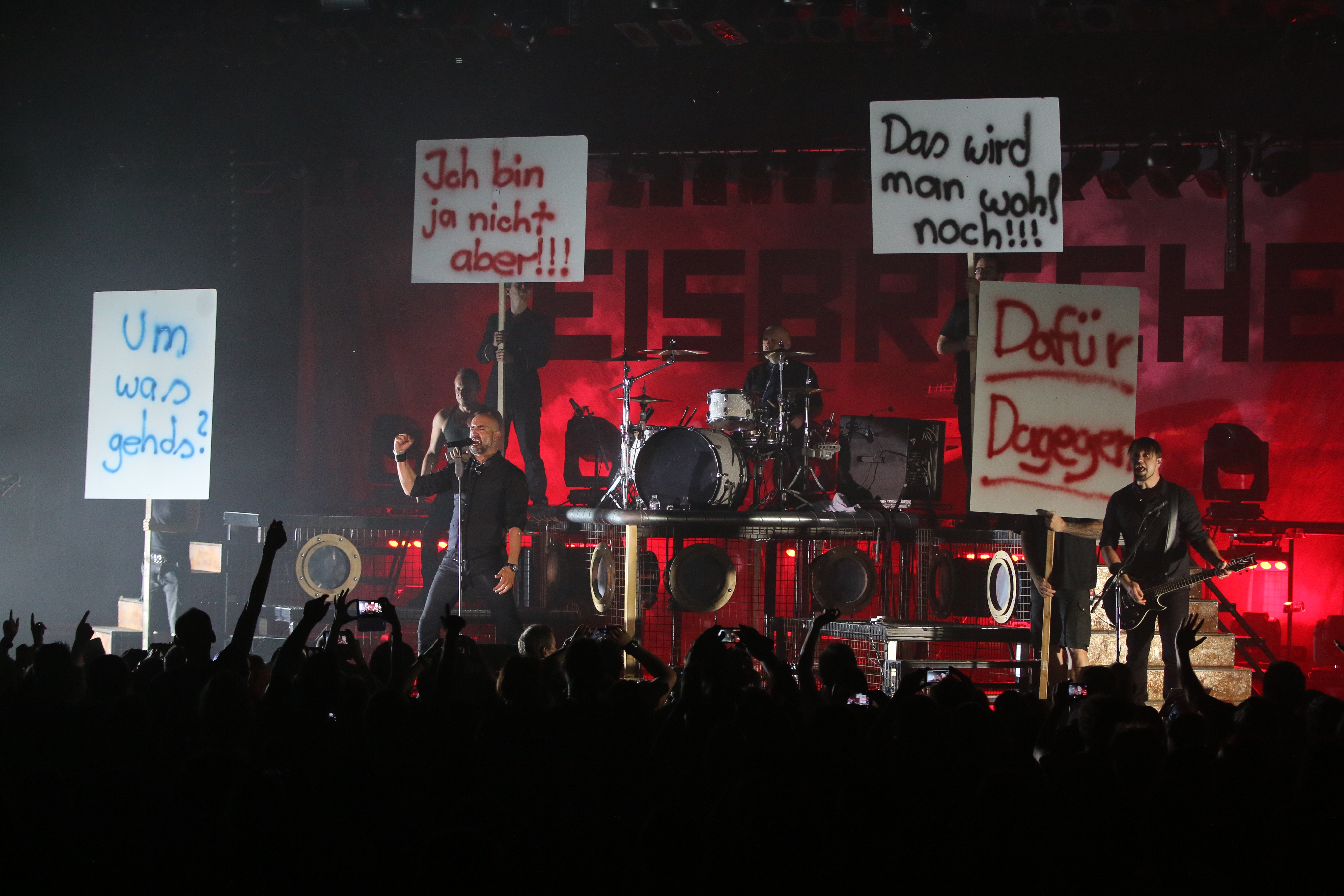
Zelt Musik Festival 2016 Фрайбург, Германия

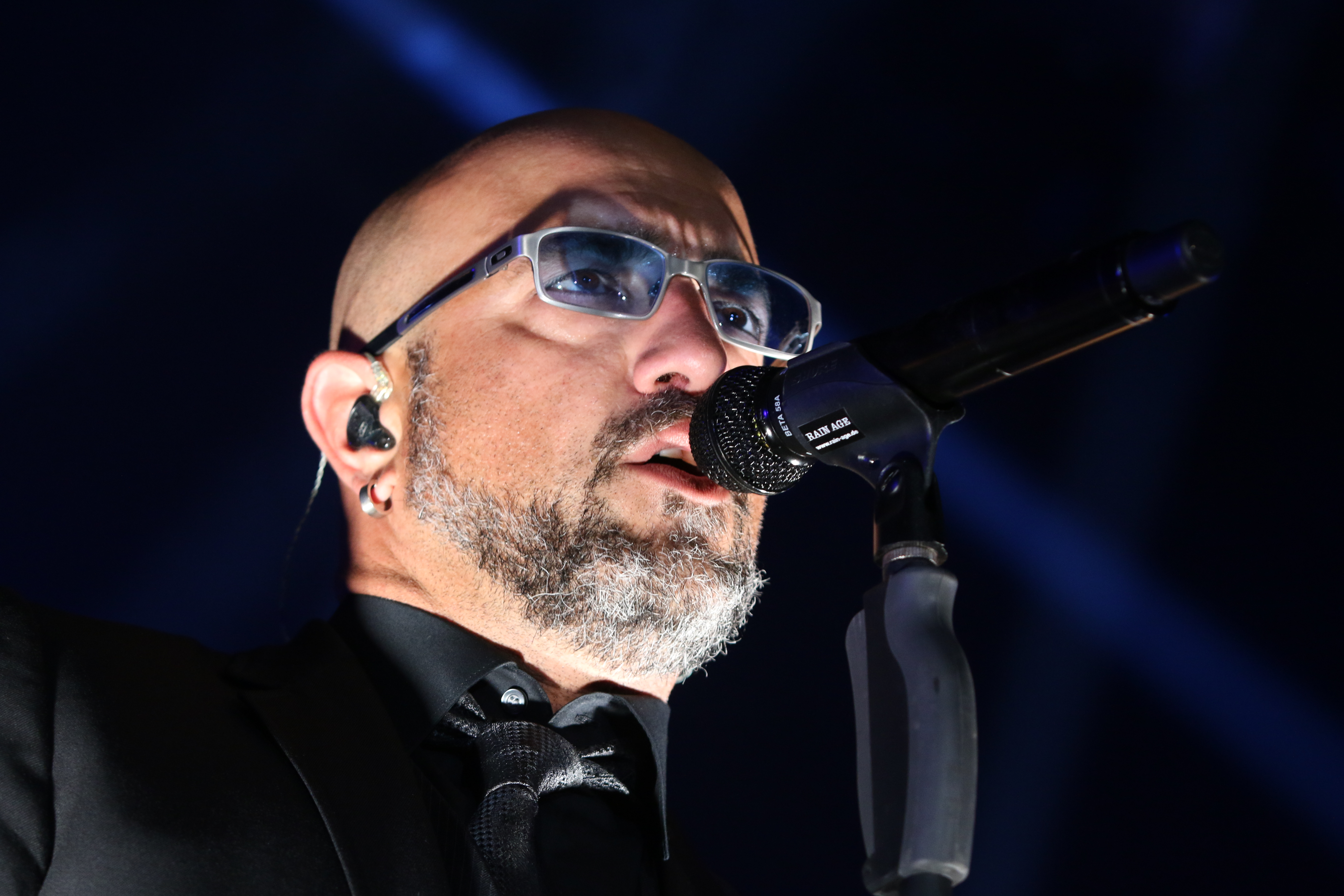
Zelt Musik Festival 2016

«Eisbrecher» (с нем. — «Ледокол») — немецкий NDH-коллектив, основанный Александром «Alexx» Вессельски и Йохеном «Noel Pix» Зайбертом. Ранее они участвовали в группе Megaherz: Александр в качестве вокалиста и автора текстов, Йохен — сессионный гитарист. Девиз группы — «…Es wird Kalt» («Холодает»).

## История
Всё началось в 2003 году с музыкальных разногласий Алекса и гитариста группы Megaherz Кристиана Бистрона. Алекс покинул основанную им же группу и вместе с Йохеном Зайбертом основал Eisbrecher.
Первые 2 сингла (Mein Blut и Fanatica) вышли в 2003 году. Затем, в январе 2004 года, вышел дебютный одноимённый альбом коллектива.
Группа пошла на риск: в коробке с альбомом лежал чистый диск, оформленный так же, как оригинал. Таким образом можно было совершенно легально скопировать диск и подарить другу. Успех был предсказуем, за короткий срок альбом разошелся тиражом в 20 тысяч копий.
В 2006 году вышел второй альбом — «Antikörper», имевший не меньший успех чем предыдущий альбом. Хитом стала песня «Vergissmeinnicht» (Незабудка).
В июне 2007 Eisbrecher впервые приехали в Россию, где выступили в клубе «Точка». Концерт прошёл очень успешно, и Eisbrecher пообещали вернуться.
22 августа 2008 года, в свет вышел третий по счёту альбом — «Sünde».
В октябре 2008 года коллектив снова посетил Россию и дал 2 очень успешных концерта: первый в Москве, клуб «Точка», второй в Петербурге, клуб «Орландина».
2009 год стал весьма удачным для группы: немцы давали концерты, билеты на которые были полностью или почти полностью проданы, выступали на фестивалях Novarock, WGT, Amphi, Zita Rock, Castle Rock, Wacken Rocks, Unheilig & Friends и т. д., ворвались в Топ-20.
2010 год ознаменовался выходом нового альбома «Eiszeit». Релиз состоялся 16 апреля 2010 года. Одноименный сингл с альбома вышел в свет 19 марта.
Пятый студийный альбом группы, «Die Hölle muss warten» вышел 3 февраля 2012 года. 16 февраля начался тур в его поддержку. 28 сентября 2012 года вышло очередное переиздание альбома «Die Hölle muss warten» под названием «Miststück Edition» в которое входят четыре новые песни Eisbrecher и LIVE видео с концертов, а также клип на перезаписанную песню «Miststück».
В январе 2014 года группа вернулась в Россию в рамках специального тура «Eisbrecher Russia Shows», вновь дав два концерта — в Москве и Петербурге.
13 октября 2014 года был анонсирован следующий альбом, получивший название «Schock». Релиз состоялся в январе 2015 года, а в апреле в рамках тура в поддержку альбома группа вновь выступила в Москве (в клубе «Volta») и Петербурге.
Альбом «Sturmfahrt» был анонсирован 5 октября 2016 года на странице в Facebook. Он вышел 18 августа 2017 года и стал первым альбомом группы, занявшим первое место в немецких чартах. Релиз также достиг в швейцарских и австрийских чартах №8 и №10 соответственно. В конце сентября и октябре 2017 года группа отправилась в турне по Европе в целях продвижения альбома. Также «Sturmfahrt» был номинирован на премию «Лучший рок-национал» 2018 года на церемонии вручения премий Echo Awards.
Группа выпустила кавер-версию песни Powerwolf "Stossgebet" 21 мая 2020 года. Песня сопровождается музыкальным видео, выпущенным 30 мая 2020 года.
3 июля 2020 года Eisbrecher выпустила видео на свой YouTube-канал, подтверждающее грядущие релизы в октябре 2020 года и в марте 2021 года. Октябрьский альбом представляет собой сборник кавер-версий под названием «Schicksalsmelodien», вышедший 23 числа.
Альбом «Liebe Macht Monster» был анонсирован на странице группы в Facebook 15 января 2021 года. Премьера сингла «FAKK» и клипа к нему состоялась в тот же день. 10 и 26 февраля в виде синглов увидели свет ещё две композиции: «Es lohnt sich nicht ein Mensch zu sein» и «Im Guten Im Bösen». На последнюю был снят клип. Релиз восьмого студийного альбома Eisbrecher под названием «Liebe Macht Monster» пришёлся на 12 марта 2021 года.

## Состав группы
- Александр «Alexx» Вессельски — вокал (2003 — настоящее время)
- Марк "Мики"— соло-гитара (2024 — настоящее время)
- Юрген Планггер — ритм-гитара (2007 — настоящее время)
- Руперт Кеплингер — бас-гитара (2013 — настоящее время)
- Ахим Фербер — ударные (2011 — настоящее время)

## Дискография

### Альбомы
- 2004: Eisbrecher
- 2006: Antikörper
- 2008: Sünde
- 2010: Eiszeit
- 2012: Die Hölle muss warten
- 2015: Schock
- 2017: Sturmfahrt
- 2020: Schicksalsmelodien
- 2021: Liebe Macht Monster
- 2025: Kaltfront°!

### Сборники
- 2011: Eiskalt
- 2014: Zehn Jahre Kalt
- 2018: Ewiges Eis - 15 Jahre Eisbrecher
- 2023: Es bleibt kalt°! (2003 – 2023)

### Синглы
- 2003: Mein Blut
- 2003: Fanatica
- 2006: Leider
- 2006: Vergissmeinnicht
- 2008: Kann denn Liebe Sünde sein?
- 2010: Eiszeit
- 2011: Verrückt
- 2012: Die Hölle Muss Warten
- 2013: 10 Jahre Eisbrecher
- 2014: Zwischen uns
- 2015: 1000 Narben
- 2015: Rot wie die Liebe
- 2016: Wir sind Gold
- 2017: Was ist hier los?
- 2020: Stossgebet (кавер на песню группы Powerwolf)
- 2020: Skandal im Sperrbezirk
- 2020: Anna Lassmichrein Lassmichraus
- 2021: FAKK
- 2021: Es lohnt sich nicht ein Mensch zu sein
- 2021: Im Guten Im Bösen
- 2024: Tränen lügen nicht
- 2024: Everything is wunderbar
- 2025: Kaltfront
- 2025: Auf die Zunge (feat. Schattenmann)

### Клипы
- 2005: Schwarze Witwe
- 2006: Vergissmeinnicht
- 2010: Eiszeit
- 2011: Verrückt
- 2012: Die Hölle muss warten
- 2012: Miststück (Megaherz cover)
- 2014: Zwischen uns
- 2015: Rot wie die Liebe
- 2017: Was ist hier los?
- 2018: Das Gesetz
- 2020: Stossgebet
- 2020: Out of the Dark
- 2020: Skandal in Sperrbezirk
- 2021: FAKK
- 2021: Im Guten Im Bösen
- 2021: Himmel
- 2024: Tränen lügen nicht
- 2024: Everything is wunderbar
- 2025: Auf die Zunge (feat. Schattenmann)